# Hippia schausi
Hippia schausi är en fjärilsart som beskrevs av Dyar 1908. Hippia schausi ingår i släktet Hippia och familjen tandspinnare. Inga underarter finns listade i Catalogue of Life.